# Anna Signeul
Anna Signeul (Falun, 20 maggio 1961) è un'allenatrice di calcio ed ex calciatrice svedese, di ruolo centrocampista.

## Carriera

### Calciatrice
Signeul nasce il 20 maggio 1961 e cresce con i genitori a Falun, centro della municipalità omonima e capoluogo della contea (län) della Dalarna, in Svezia. Fin dalla giovane età si sente attratta dallo sport praticandone numerose discipline. Essendo tifosa dell'IFK Göteborg si sente infine di preferire il calcio decidendo di tesserarsi con il club locale del Falu giocando nelle sue giovanili fino ai tardi anni settanta. Nel 1979 si trasferisce al Sundborns GoIF, squadra con la quale fa il suo debutto in Damallsvenskan, il livello di vertice del campionato svedese femminile di calcio, rimanendo tre stagioni prima di passare al Brage. Dopo altre tre stagioni decide di trasferirsi allo Strömsbro dove gioca per la maggior parte della carriera e dove decide di terminarla, con 240 presenze totali in Damallsvenskan, al termine della stagione 1992.
Nonostante la lunga carriera, in squadre sempre iscritte ai campionati di vertice, non venne mai convocata a giocare con la maglia della svedese.

### Allenatrice
Signeul iniziò la sua carriera di allenatrice già a 21 anni, al Brage, in qualità di assistente mentre era ancora in rosa come giocatrice. Dopo il suo trasferimento allo Strömsbro continuò ad alternare la sua attività come giocatrice/allenatrice, nel periodo 1984-1986 ancora come assistente, per ottenere la sua prima panchina al Sätra, attività che condivideva ancora con quella agonistica nello Strömsbro, tra il 1987 e il 1989.
Lasciata l'attività di allenatrice per gli ultimi anni di agonismo con lo Stromsbro, dopo aver deciso il ritiro dal calcio giocato al termine della stagione 1992, le viene affidata la direzione tecnica della squadra che manterrà fino al termine della stagione 1994.
Dopo due anni di inattività viene incaricata dal Tyresö FF per guidare la squadra nelle stagioni dalla 1996, conclusa con la retrocessione in Division 1, fino alla 1998, che vede la squadra conquistare il primo posto in Division 1 Mellersta e la conseguente promozione in Damallsvenskan. In questo stesso periodo la federazione calcistica della Svezia (Svenska Fotbollförbundet - SvFF) le affida la guida delle formazioni giovanili delle nazionali femminili Under-16 e Under-18, conduzione che diverrà esclusiva dopo la sua decisione di abbandonare la panchina del Tyresö al termine della stagione 1998.
All'avvio del primo campionato europeo ufficiale UEFA per formazioni U18 (quelli Under-19 verranno disputati dalla stagione 2002), quello del 1998, la Svezia raggiunge le semifinali, eliminate della pari età della Francia, mentre in quello successivo è la Svezia, che è anche paese ospite, ad aggiudicarsi il trofeo, superando la Germania in virtù degli scontri diretti.
Nel marzo 2005 Signeul accetta la proposta della federazione calcistica della Scozia (SFA) per rilevare Vera Pauw ala guida della nazionale maggiore. Il suo primo successo fu quello di riuscire a portare la squadra a disputare i playoff per la qualificazione alla fase finale del campionato europeo di Finlandia 2009, occasione mancata in quanto nel doppio scontro con la Russia, pur terminando 4-4 nel bilancio tra reti fatte e subite, furono queste ultime ad aggiudicarsi l'accesso grazie al successo per 3-2 nella gara d'andata. Durante la sua direzione tecnica fa raggiungere l'apice del ranking mondiale FIFA per le nazionali femminili, il ventesimo, di tutti i tempi. Oltre alla sua posizione come ct della nazionale maggiore, a Signeul venne affidato il compito di curare lo sviluppo ad ogni livello del calcio femminile scozzese.
Nel gennaio 2017, dopo lo storico accesso oramai acquisito alla fase finale, Signeul annunciò l'intenzione di lasciare la guida della nazionale scozzese al termine dell'Europeo dei Paesi Bassi 2017 per accettare l'incarico come tecnico della Finlandia. Ha guidato la nazionale finlandese per cinque anni, culminati con la qualificazione alla fase finale del campionato europeo 2022, concluso con l'eliminazione al termine della fase a gironi, avendo perso tutte e tre le partite disputate. Subito dopo il torneo ha lasciato l'incarico in accordo con la federazione finlandese.

## Palmarès

### Allenatrice
- Campionato d'Europa under 18: 1

Svezia 1999